# محمد أبو الحسن (سياسي كويتي)
محمد عبد الله أبوالحسن (ولد في 12 يناير 1943)، وزير وسفير سابق ومستشار كويتي ، تقلد عدة مناصب سياسية لدولة الكويت من أبرزها سفير لعدة دول وتوليه وزارة الإعلام.

## المناصب التي تقلدها
- دبلوماسي في وزارة الخارجية، الكويت (1965 - 1968).
- دبلوماسي في بعثة دولة الكويت لدى الأمم المتحدة، جنيف  (1968 - 1973).
- السكرتير الأول في سفارة دولة الكويت، طهران (1973 - 1975).
- سفير دولة الكويت لدى جمهورية الصين الشعبية (1975 - 1978).
- سفير دولة الكويت لدى جمهورية يوغوسلافيا الإتحادية.
- سفير غير مقيم لدى جمهورية هنغاريا الشعبية.
- سفير غير مقيم لدي الجمهورية الديموقراطية الألمانية (1978 - 1981).
- سفير فوق العادة والمفوض والممثل الدائم لدولة الكويت لدى الأمم المتحدة.[1]
- سفير غير مقيم لدولة الكويت لدى كوبا.
- سفير غير مقيم لدي الأرجنتين.
- سفير غير مقيم لدي المكسيك وجزر الباهاما (1981 - 2003).
- وزير الإعلام (2003 - 2005)[2]
- مستشار لدى رئيس مجلس الوزراء (2005 - 2007).
- مستشار لدى الديوان الأميري [3] (2007 إلى الآن)

## وظائف أخرى
( 1982 - 2003 )
- رئيس مجلس أمناء المركز الثقافي الإسلامي في نيويورك[4] (ويتألف المجلس من جميع الممثلين الدائمين للبلدان الإسلامية، والدول الأعضاء في الأمم المتحدة) وأشرف شخصياً على وضع التصاميم وعلى بناء أول مركز إسلامي شامل في مدينة نيويورك والذي نال جائزة مؤسسة آغا خان للمباني الآسلامية المميزة وقد قام المغفور له حضرة صاحب السمو الشيخ جابر الأحمد الجابر الصباح بافتتاحه عام 1991م.
- عضو وفد الكويت لمؤتمرات القمم العالمية التالية تحت رعاية الأمم المتحدة:

- مؤتمر قمة الطفل في نيويورك (1990)
- مؤتمر قمة الأرض في ريو دي جانيرو (1992)
- مؤتمر القمة للتنمية الاجتماعية في كوبنهاغن (1995)
- مثل الكويت في عدد من المؤتمرات الدولية كما كان عضواً في وفد الكويت لمؤتمرات قمة دول حركة عدم الانحياز[5]

وهي كالآتي :
- القمة السابعة من 7-12 مارس1983م في نيودلهي
- القمة الثامنة من 1-6 سبتمبر 1986م في هواري
- القمة التاسعة من 4-7 سبتمبر 1989م في بلجراد
- القمة العاشرة من 1-6 سبتمبر 1992م في جاكرتا
- القمة الحادية عشرة من 18-20 سبتمبر 1995م في كارتخينا / كولمبيا
- القمة الثانية عشرة من 2-3 سبتمبر 1998م في دربان / جنوب أفريقيا
- القمة الثالثة عشرة من 20-25 فبراير 2003م في كوالالمبور / ماليزيا

كما شارك في مؤتمرات القمة لمنظمة المؤتمر الإسلامي التالية :
- القمة الثامنة في طهران من 9 إلى 11 ديسمبر 1997م
- المؤتمر الطارئ الثاني في السعودية من 7 إلى 8 ديسمبر 2005م – مكة المكرمة.*عام 2011 القاهرة
- المؤتمر الطارئ الرابع 14 أغسطس 2012م – مكة المكرمة

عام (1988)
- رئيس اللجنة الثالثة المتخصصة في مناقشة الشئون الاجتماعية والإنسانية والثقافية خلال الدورة 43 للجمعية العامة للأمم المتحدة.

عام (1989)
- رئيس مؤتمر إعلان التبرعات للأنشطة الإنمائية.

عام (1989)
- رئيس اللجنة الرفيعة المستوى المعنية باستعراض التعاون التقني بين البلدان النامية.
- نائب رئيس الجمعية العامة للدورة 39 (1984)، والدورة 44(1989)، والدورة 47 (1992) والدورة 50 (1995)على التوالي.

## الأوسمة
كرم من قبل حكومتي
الأرجنتين
يوغوسلافيا
 بريطانيا